# Kuélap

Mapa okolí a lanovky

Kuélap je archeologická lokalita nedaleko města El Tingo v peruánském departamentu Amazonas, v nadmořské výšce okolo 3000 metrů. Chráněné území o rozloze 610 hektarů zahrnuje zříceniny opevněného města předkolumbovské kultury Chachapoyas obklopené tropickým mlžným lesem. Plošina na srázu nad řekou Utcubamba byla obydlená od 5. století, v desátém a jedenáctém století byly postaveny hradby z objemných vápencových bloků, dosahující místy výšky až dvacet metrů. V areálu byly nalezeny bohaté petroglyfy a zbytky svatyní, vladařských hrobek, astronomické observatoře nebo odvodňovacích kanálů; terén je upraven do teras, pevnost má tři vchody, které jsou z bezpečnostních důvodů tak úzké, že jimi neprojde naráz víc než jeden člověk. Kolem roku 1470 město dobyla Incká říše, za španělské nadvlády (asi okolo roku 1570) bylo opuštěno a jeho ruiny objevil v roce 1843 soudce z Chachapoyas Juan Crisóstomo Nieto, v roce 1870 provedl Antonio Raimondi první vědecký průzkum. Zříceniny jsou větší a starší než proslulé Machu Picchu, ale vzhledem k odlehlosti kraje jsou navštěvovány jen zřídka. V roce 2017 byla v rámci podpory turistického ruchu postavena lanovka usnadňující přístup k pevnosti.
V roce 2013 došlo k prvním projevům nestability ruin, které vyvrcholily v roce 2022 sesuvem části obvodové zdi. Archeologická památka pak byla kvůli nutné rekonstrukci necelé dva roky uzavřena.

## Fotogalerie

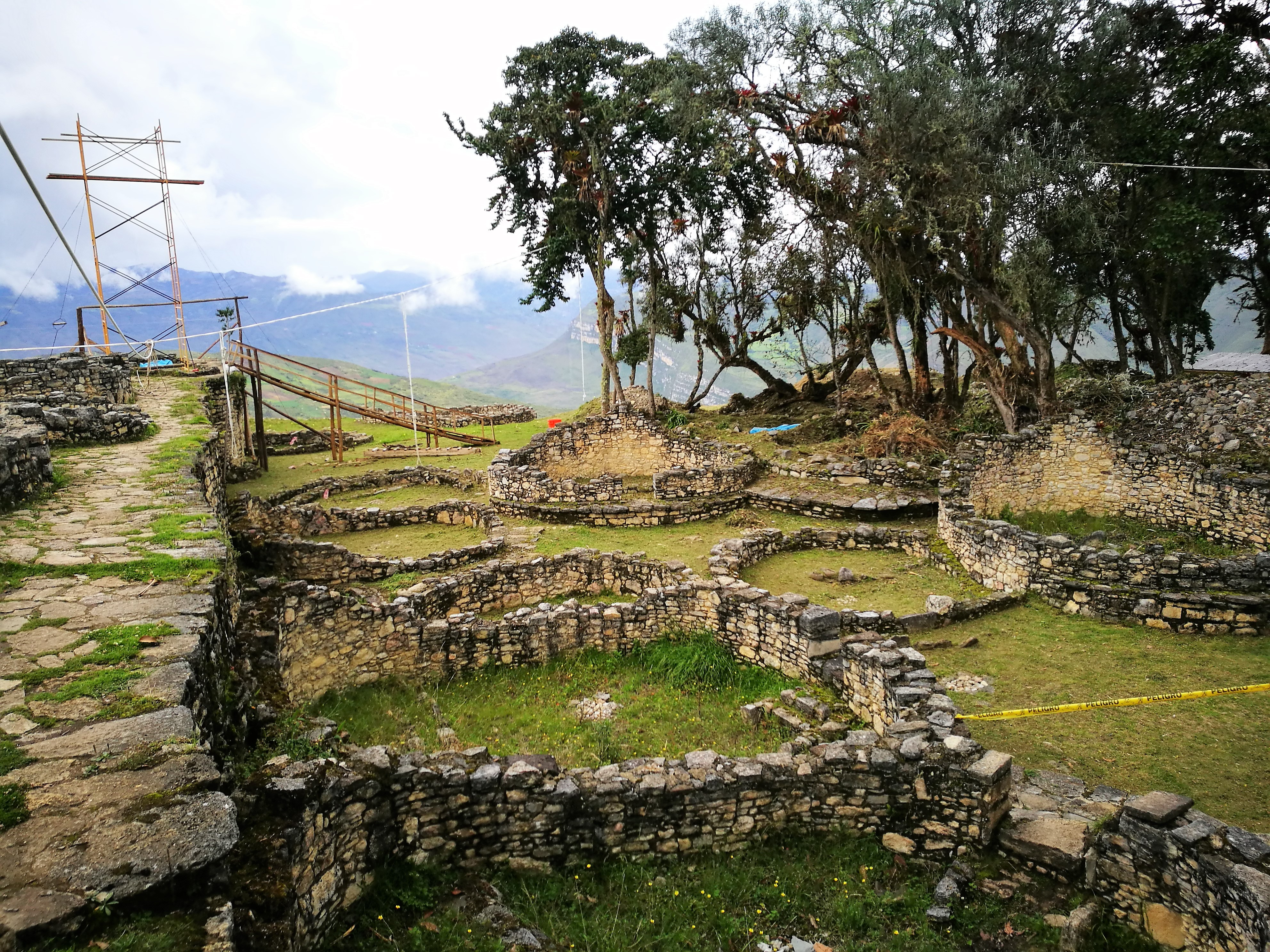
Kuélap
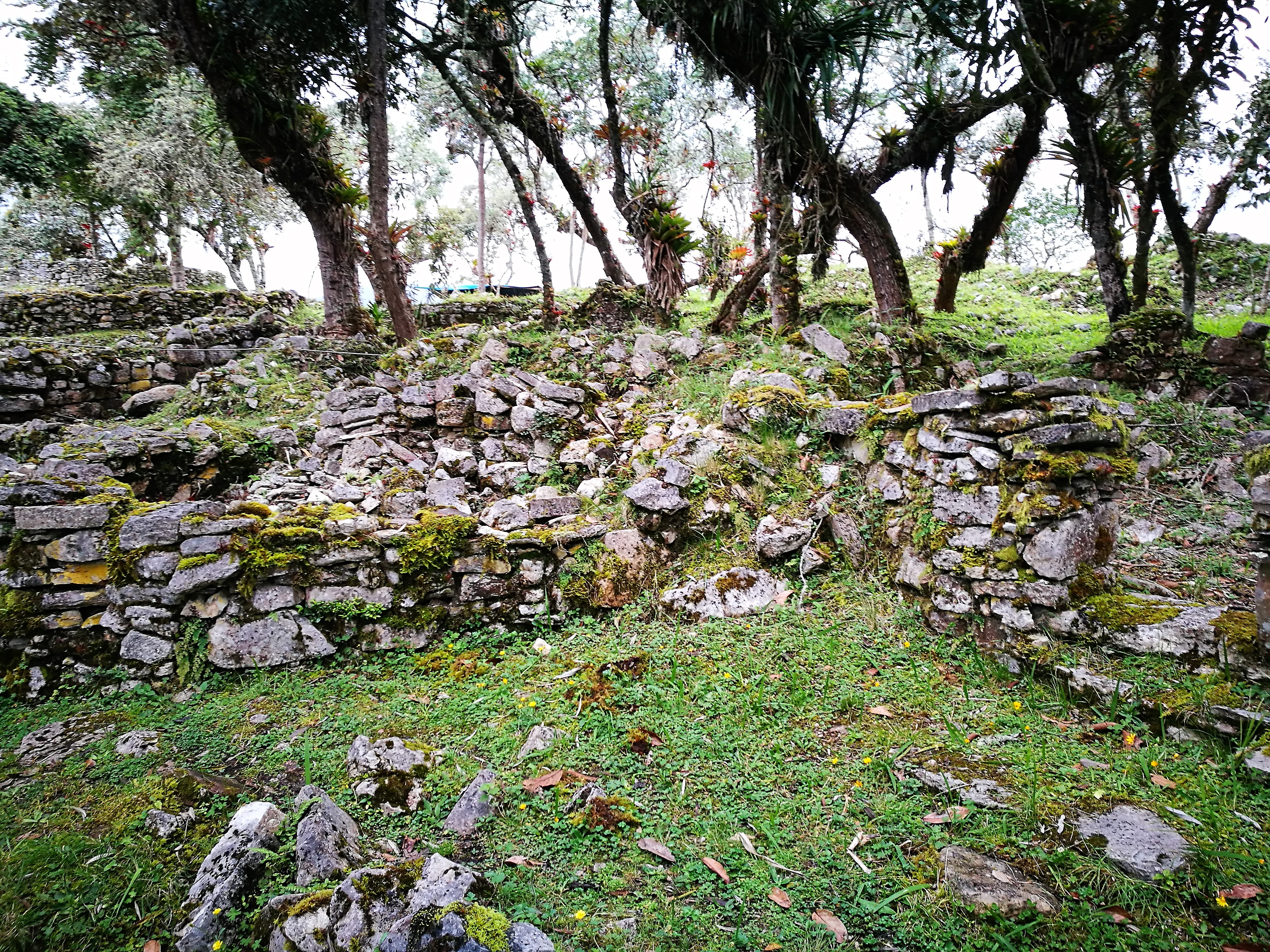
Zřícenina postupně zarůstající vegetací
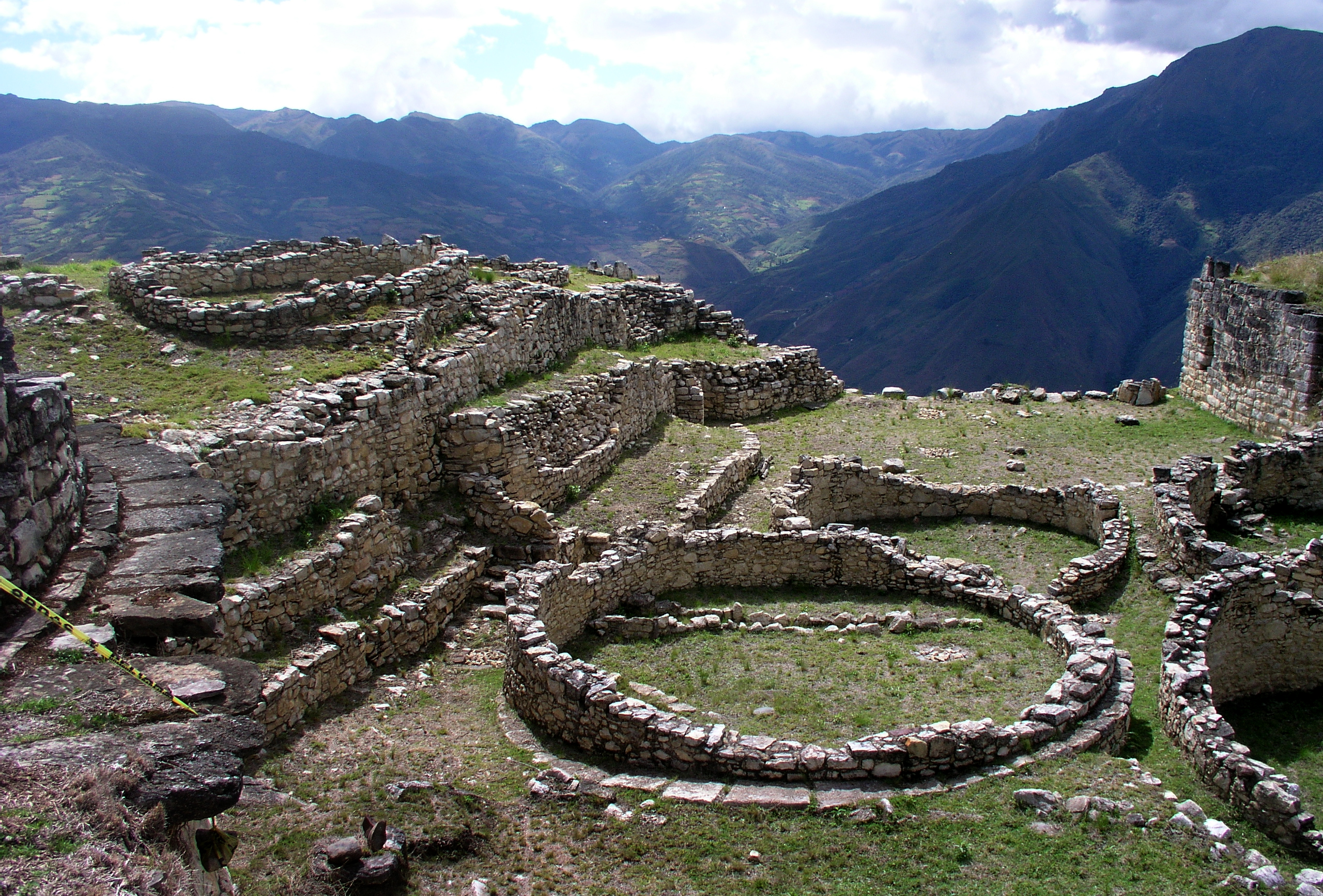
Zřícenina
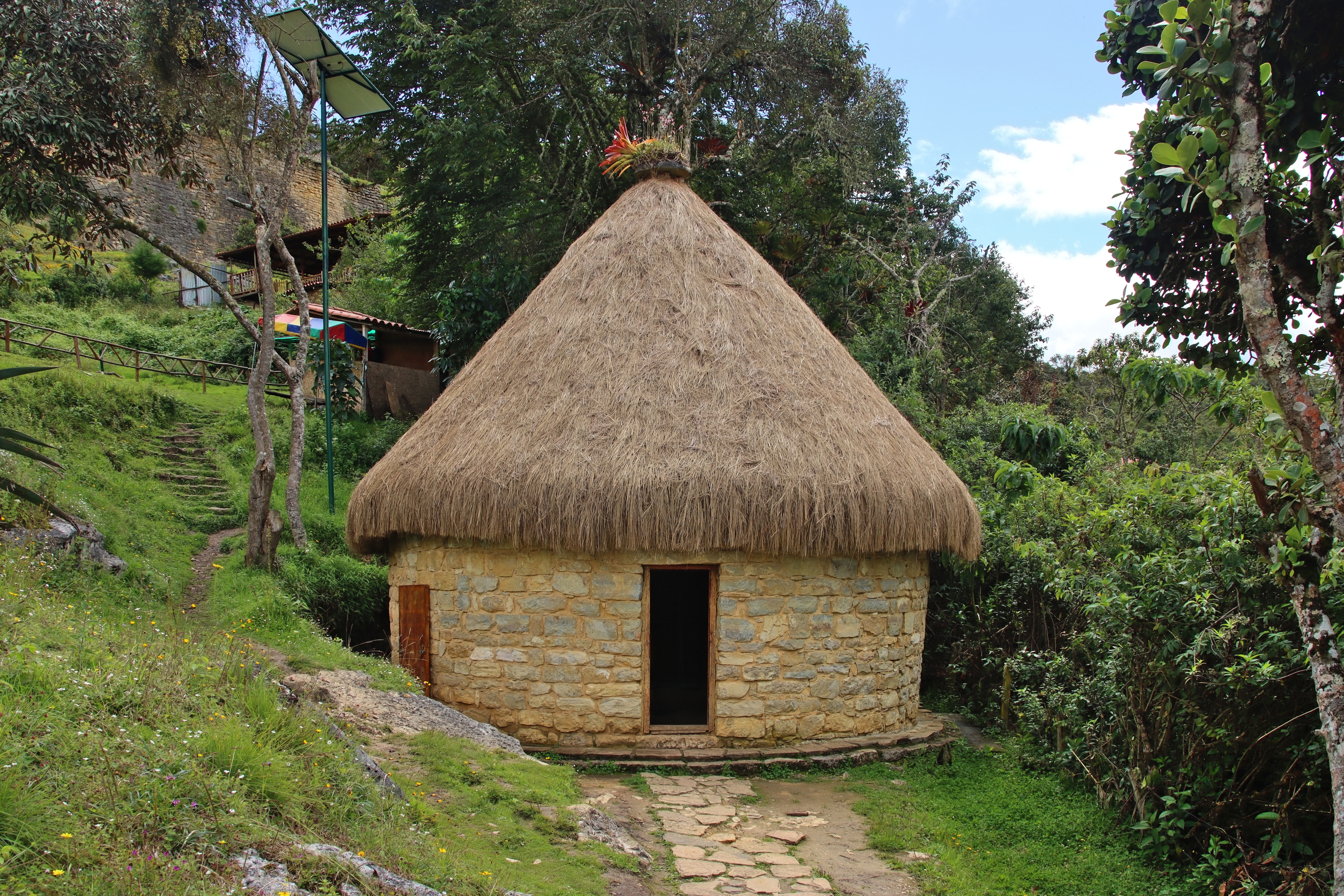
Rekonstrukce dobových obydlí
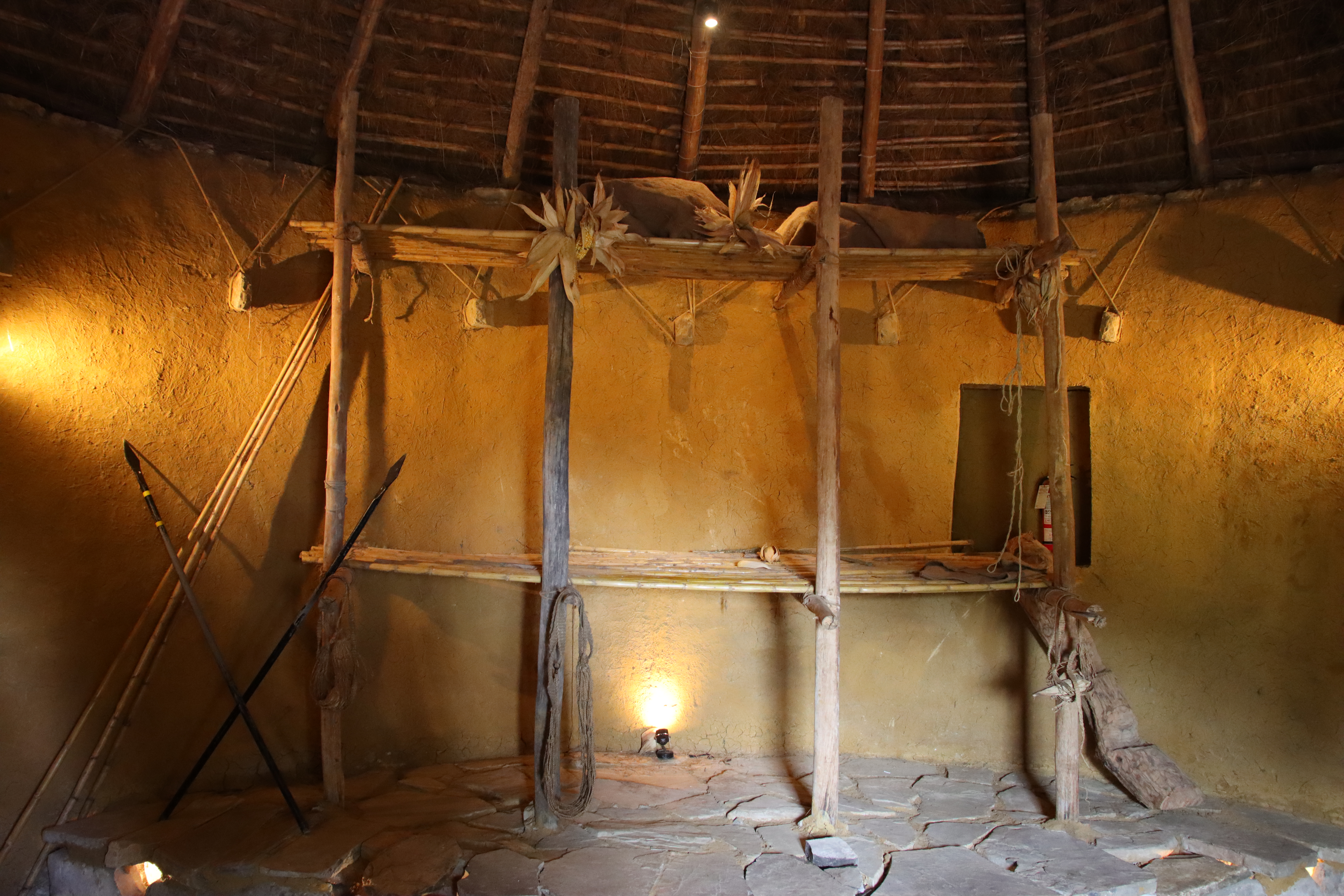
Interiér obydlí
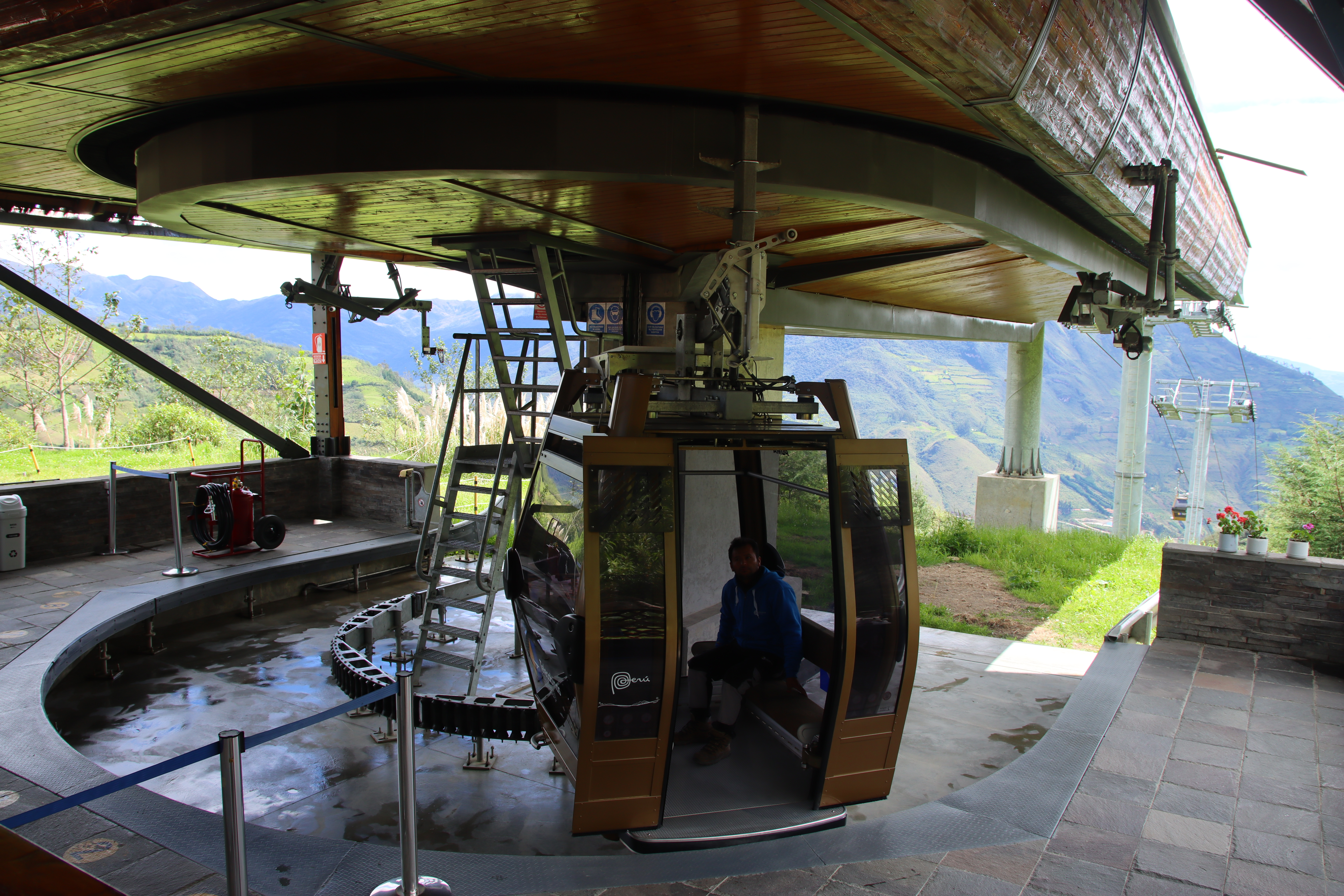
Lanovka Kuélap
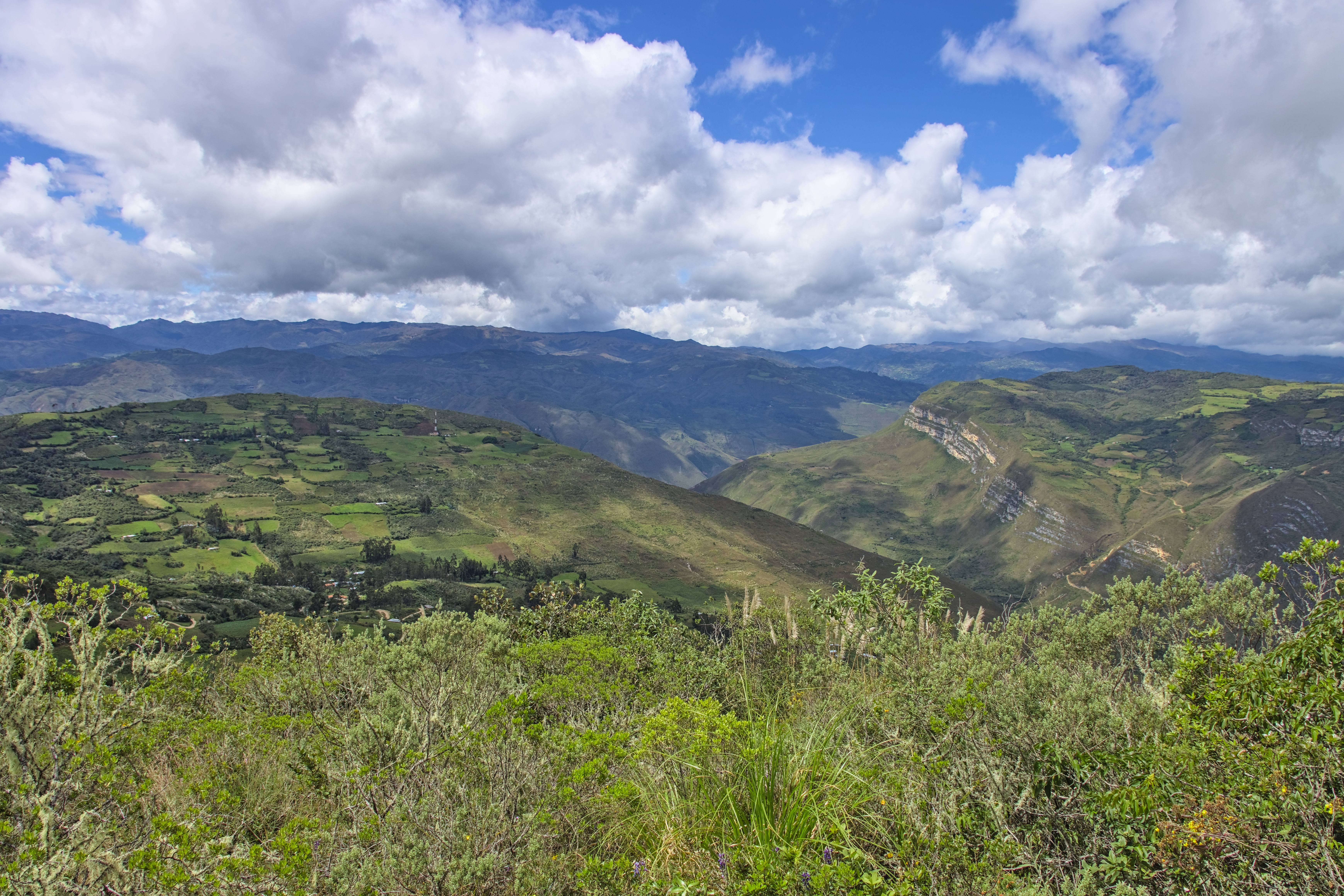
Výhled na okolní krajinu
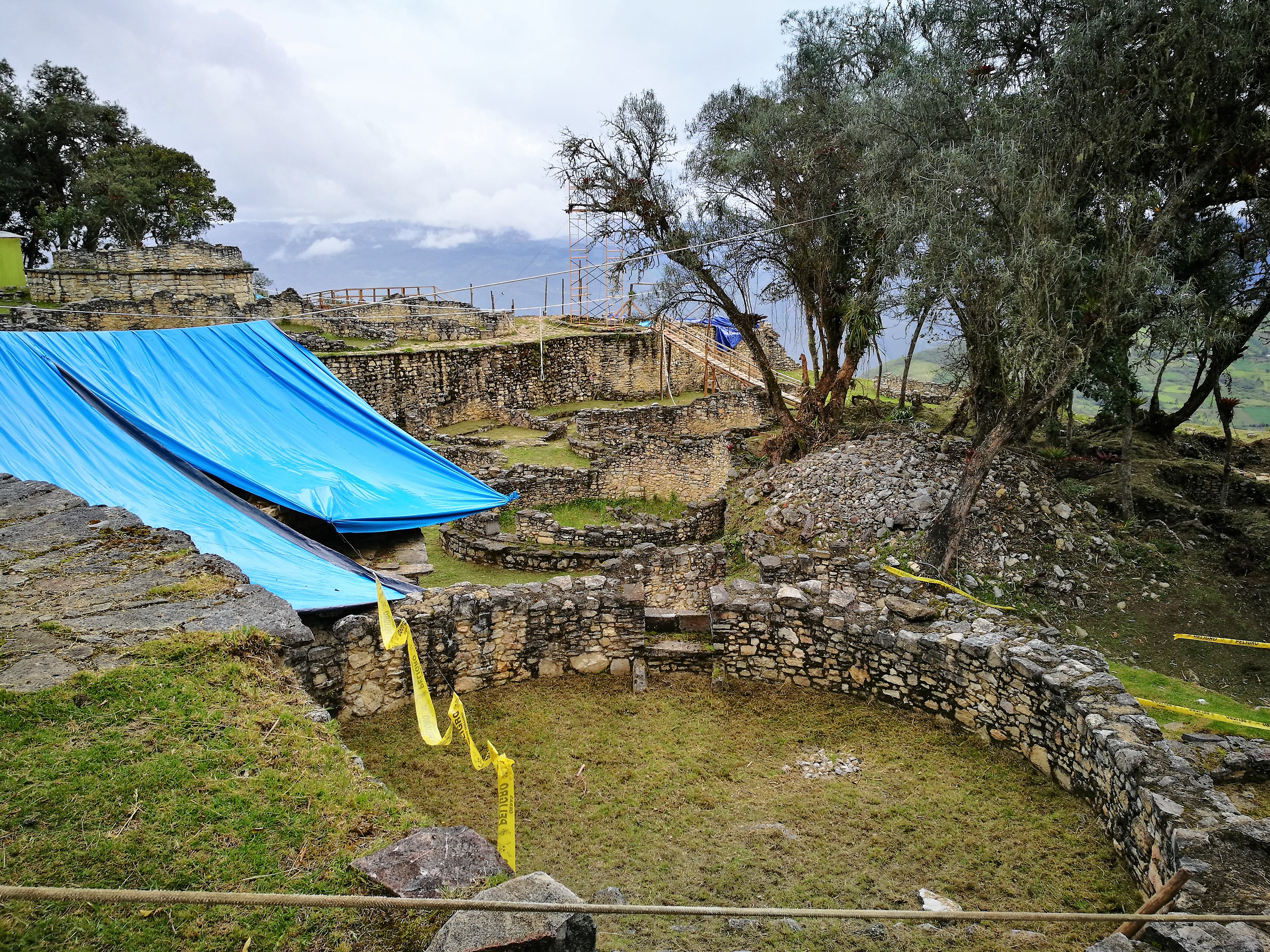
Vykopávky
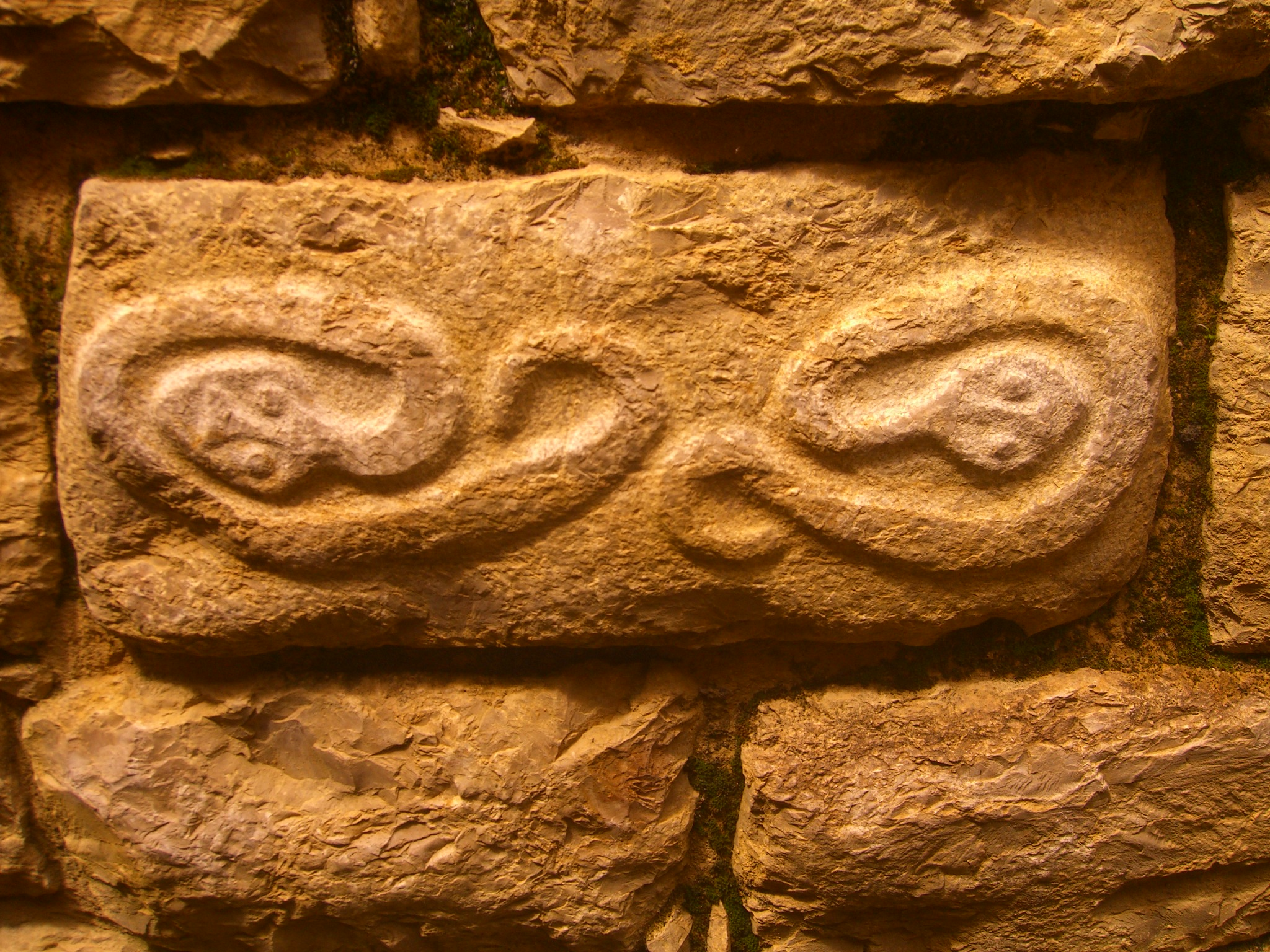
Detail kamenické výzdoby